# Bushnell (Dakota du Sud)
Pour les articles homonymes, voir Bushnell.
Bushnell est une municipalité américaine située dans le comté de Brookings, dans l'État du Dakota du Sud. Selon le recensement de 2010, elle compte 65 habitants. La municipalité s'étend sur 0,71 milles carrés (1,84 km2).
La localité est fondée en 1904 sur les terres de Frank Bushnell, à qui elle doit son nom.

## Démographie
| 1920 | 1930 | 1940 | 1950 | 1960 | 1970 |
| ---- | ---- | ---- | ---- | ---- | ---- |
| 150  | 134  | 134  | 96   | 92   | 65   |

| 1980 | 1990 | 2000 | 2010 | - | - |
| ---- | ---- | ---- | ---- | - | - |
| 76   | 81   | 75   | 65   | - | - |